# IC 2109
IC 2109 — галактика типу * (зірка) у сузір'ї Оріон.
Цей об'єкт міститься в оригінальній редакції індексного каталогу.